# Alim Selimau
Alim Maximavich Selimau –en bielorruso, Алім Максімавіч Селімаў; en ruso, Алим Селимов, Alim Selimov– (Kasumkent, 26 de enero de 1983) es un deportista bielorruso de origen daguestano que compitió en lucha grecorromana. Ganó dos medallas de oro en el Campeonato Mundial de Lucha, en los años 2005 y 2011.

## Palmarés internacional
| Campeonato Mundial | Campeonato Mundial | Campeonato Mundial | Campeonato Mundial |
| Año                | Lugar              | Medalla            | Categoría          |
| ------------------ | ------------------ | ------------------ | ------------------ |
| 2005               | Budapest (Hungría) | Medalla de oro     | 84 kg              |
| 2011               | Estambul (Turquía) | Medalla de oro     | 84 kg              |